# خطبه عقد
خطبهٔ عقد نکاح به خطابه‌ای گفته می‌شود که واجب است در صورت داشتن شرایط ازدواج، از سوی مرد و زن خوانده شود یا از سوی کَسِ دیگری به وکالت از آنها جاری گردد.

## خطبهٔ واجب در شرع و قانون ایران
برای ازدواج شرعی و قانونی در ایران باید ۲۴ شرط – شامل ۱۱ شرط قرآنی و ۱۳ شرط فقهی – رعایت گردد که واپسین آن‌ها یعنی شرط فقهی ظهور لفظی اراده نیز با خطبهٔ عقد نکاح محقق گشته و قصد عقد ازدواج و رضایت به آن به صورت شفاهی بیان می‌گردد. در شرع این زن است که ایجاب کرده و پیشنهاد ازدواج اعم از دائم یا موقت را می‌دهد اما فقها جابجایی عرفی ایجاب و قبول (بله گفتن زن) را مانع صحت عقد ندانسته‌اند. میزان واجب خطبهٔ عقد نکاح با مضمون جملات زیر خوانده می‌شود:

### خطبهٔ عقدازدواج دائم
- زن در آغاز ایجاب می‌کند یعنی پیشنهاد داده و می‌گوید:

زَوَّجتُکَ نَفْسی: تو را به زناشوییِ خویشتن درآوردم.
- سپس مرد قبول کرده یعنی پذیرا شده و پاسخ می‌دهد:

قَبِلتُ: پذیرفتم.

### خطبهٔ عقدازدواج موقت
- زن در آغاز ایجاب می‌کند یعنی پیشنهاد داده و می‌گوید:

زَوَّجتُکَ نَفْسی فِی الْمُدَّةِ الْمَعلومَةِ عَلَی الْمَهرِ الْمَعلوم: تو را به زناشوییِ خویشتن درآوردم برای زمانی دانسته و کابینی دانسته.
- سپس مرد قبول کرده یعنی پذیرا شده و پاسخ می‌دهد:

قَبِلتُ: پذیرفتم.

### احکام خطبهٔ عقد نکاح[۳]
1. توالی عرفی ایجاب و قبول یعنی فاصله نیفتادن بیش از اندازه در گفتن صیغه عقد نکاح واجب است.
2. بدیهی‌است زن و مرد خود خطبهٔ عقد را می‌خوانند اما می‌توانند به طرف مقابل یا هرکس دیگر اعم از روحانی و غیر آن در صورتی که شرایط عمومی وکالت مدنی مانند عقل و بلوغ را داشته باشد وکالت دهند تا وی خطبهٔ عقد را جاری سازد.
3. مرد بودن در عاقد، شرط نیست و هر یک از زنان نیز شرعاً می‌توانند عاقد شوند. با این همه برابر نظامنامهٔ دفاتر ازدواج و طلاق مصوب ۱۴۰۱ (و سایر آیین‌نامه‌های منسوخ پیشین) در ایران زنان قانوناً نمی‌توانند به سمت رسمی سردفتر ازدواج و طلاق برگزیده شوند.[۴][۵]
4. دربارهٔ افراد ناتوان از سخن گفتن، ابراز اراده به هر طریق پذیرفته می‌شود.
5. برای افراد توانا در سخن گفتن، صرف نوشتن خطبه بسنده نیست اما از راه مکالمه ولو بدون حضور، به صورت تلفنی یا از راه گفتگو و ضبط صدا در فضای مجازی با رعایت توالی عرفی جایز است.[۶]
6. برابر نظر گروهی از فقها، خطبهٔ عقد نکاح به هر زبانی از جمله فارسی می‌تواند خوانده شود. فقهای دیگری نیز در صورت ناتوانی از خواندن به عربی، خواندن خطبه عقد به زبان دیگر را جایز دانسته‌اند.[۷]
7. نگفته پیداست که زن و مرد هر دو باید به مدت نکاح و مقدار مهریه در ازدواج موقت آگاهی و دربارهٔ آن‌ها توافق داشته باشند ولو مدت و مقدار آن را در خطبهٔ عقد ذکر نکنند اما در عقد دائم حتی تعیین مهریه واجب نیست چرا که حاکم شرع (امروزه دادگاه خانواده) نیز می‌تواند آن را بعداً تعیین کند.
8. علاوه بر موارد یادشده، در قانون حمایت خانواده ایران مصوب ۱۳۹۱ ثبت ازدواج دائم مطلقاً و ثبت ازدواج موقت در صورت بارداری زن یا شرط کردن شفاهی یا کتبی او نیز لازم است اما این امر مانع از صحت نکاح نبوده و فقط شوهر از باب اخلال در نظم عمومی افزون بر الزام به ثبت نکاح به کیفر زندان از ۹۱ روز تا ۶ ماه یا جزای پولی ۸۰ تا ۱۶۵ میلیون تومان (بازنگری جزای نقدی مصوب هیئت وزیران ۱۴۰۳[۸]) محکوم می‌گردد.[۹]

## خطبهٔ مرسوم عاقدان و روحانیون ایران
این خطبه معمولاً در آغاز، بزرگداشت خداوند و یادکرد حکمت ازدواج را در بر می‌گیرد:
متن عربی:

بِسمِ اللّهِ الرَّحمنِ الرَّحیم. الحَمْدُ لِلَّهِ الَّذی أَحَلَّ النِّکاحَ وَحَرَّمَ السِّفَاحَ وَالزِّنا، وَأَلَّفَ بَیْنَ الْقُلوبِ بَعْدَ الْفِراقِ وَالشِّقاقِ وَآنَسَهُمْ بِالرَّأْفَةِ وَالصَّلاحِ، ثُمَّ الصَّلاةُ وَالسَّلَامُ عَلی سَیِّدِنا مُحَمَّدٍ وَآلِهِ الْبَرَرَةِ الْکِرَامِ وَ قالَ اللَّهُ تَبارَکَ وَ تَعَالی: «وَمِنْ آیَاتِهِ أَنْ خَلَقَ لَکُم مِّنْ أَنفُسِکُمْ أَزْوَاجًا لِّتَسْکُنُوا إِلَیْهَا وَجَعَلَ بَیْنَکُم مَّوَدَّةً وَرَحْمَةً إِنَّ فِی ذَلِکَ لَآیَاتٍ لِّقَوْمٍ یَتَفَکَّرُونَ.» «وَ اَنْکِحُوا آلْاَیامی مِنْکُمْ وَ الصّالِحینَ مِنْ عِبادِکُمْ وَ اِمائِکُمْ اِنْ یَکُونُوا فُقَراءَ یُغْنِهِمُ اللهُ مِنْ فَضْلِهِ وَاللهُ واسِعٌ عَلیمٌ…» وَقالَ رَسولُ اللهِ (صَلَّی اللهُ عَلَیْهِ وَآلِهِ وَسَلَّمَ): «النِّکَاحُ سُنَّتی، فَمَنْ رَغِبَ عَنْ سُنَّتی فَلَیْسَ مِنِّی.» وَقالَ (صَلَّی اللهُ عَلَیْهِ وَآلِهِ وَسَلَّمَ): «مَنْ تَزَوَّجَ فَقَدْ أَحْرَزَ نِصْفَ دینِهِ، فَلْیَتَّقِ اللَّهَ فِی النِّصْفِ الْباقی.» وَقالَ الإِمَامُ الصَّادِقُ (عَلَیْهِ السَّلَامُ): «رَکْعَتانِ یُصَلِّیهِما مُتَزَوِّجٌ أَفْضَلُ مِنْ سَبْعِینَ رَکْعَةً یُصَلِّیها غَیْرُ مُتَزَوِّجٍ.»
برگردان فارسی:
به نام خداوند بخشندهٔ مهربان. سپاس خدای را که نکاح را حلال و بدکاری و زنا را حرام کرد، دل‌ها را از پسِ دوری و جدایی به همدیگر پیوند داد و آن‌ها را به نرم‌خویی و دُرُستی واداشت. سپس صلوات و درود بر سرورمان محمد و خاندان نیکوکار و بزرگوار او.
و خدای فرخنده و والا فرمود: «و از نشانه‌های او اینکه برای شما از تَن‌هایتان همسرانی آفرید تا بدان‌ها آرامش یابید و میان شما دوستی و مهربانی نهاد. بی‌گمان در آن نشانه‌هایی‌است برای قومی که می‌اندیشند.» (روم/۲۱) و نیز فرمود: «و نکاح کنید بی‌جفتان از خودتان، و شایستگانی از بندگان و کنیزانِ خویش را [که بدین‌گونه] اگر نیازمند [به نکاح] باشند خدا از فضلِ خویش بی‌نیازشان می‌گردانَد و خدا گشایش‌گری داناست…» (نور/۳۲)

و فرستادهٔ خدا – که درودی شایسته بر او و خاندانش باد – فرمود: «نکاح از سنّت من است و هرکس از سنّتم روی گردانَد از من نیست.» و نیز فرمود: «هرکس ازدواج کند نیمی از دین خود را به دست آورده است و برای نیمی دیگر باید پروا پیشه کند.» و امام صادق – که درود بر او باد – فرمود: «نماز دوگانه که همسردار بخواند برتر از نماز هفتادگانه است که بی‌همسر می‌خواند.»
سپس وکالت مدنی از عروس و داماد گرفته می‌شود و عاقد این‌گونه می‌گوید:
به مبارکی و مِیمَنَت و در پناهِ عنایاتِ خاصِ امام زمان عَجَّلَ اللهُ تَعالی فَرَجَهُ الشَّریف، پیوندِ آسمانیِ عقدِ ازدواجِ دائم و همیشگی (یا: عقد موقت و محرمیت) میانِ دوشیزهٔ محترمه سرکار خانم…… و آقای…… اجرا و منعقد می‌گردد: دوشیزهٔ محترمهٔ مکرمه سرکار خانم…… آیا بنده وکیلم شما را به عقدِ زوجیّتِ دائم و همیشگیِ (یا: عقد موقتِ) آقای…… به صِداق و مَهریهٔ یک جلد کلام‌اللهِ مجید، یک آینه و شمعدان، یک شاخه نبات و …… سکهٔ تمام بهار آزادی رایج در جمهوری اسلامی ایران (در ازدواج موقت مدت زمان عقد نیز ذکر می‌شود) با این شرط که کابین به ذِمّهٔ زوجِ مُکَرَّم، دِینِ ثابت است و عِندَالمُطالِبه (یا عِندَالاِستِطاعه، یا در سررسید معیّن) به سرکار عالی تسلیم خواهند داشت و شروطی که مورد توافق طرفین بوده درآورم؟ آیا بنده وکیلم؟
پس از پذیرش و بلهٔ عروس، به همان ترتیب اما مختصر دربارهٔ داماد نیز بر وکالت تأکید می‌شود. آنگاه عاقد می‌گوید:
موکلهٔ خود دوشیزه…… را به اذنِ پدرشان بر این مَهریهٔ معیّن و شروطِ موردِ توافق، به عقدِ دائمِ (یا: موقتِ) موکلِ خود آقای…… درمی‌آورم.
زان‌پس، صیغهٔ نکاح به زبان عربی و به وکالت از زن و مرد خوانده می‌شود هرچند شرعاً می‌تواند به زبان‌های دیگری و نیز از طرف خود زن و مرد گفته شود:
در ازدواج دائم:
بِسْمِ اللهِ الرَّحْمٰنِ الرَّحِیم أنکَحتُ و زَوَّجتُ مُوکِّلَتی…… بِمُوکِّلی…… عَلَی الْمَهرِ الْمَعلومِ…… قَبِلْتُ النِّکاحَ وَالتَّزْوِیجَ والزَّواجَ لِموکِّلَتی و لِمُوَکِّلی عَلَی الْمَهرِ الْمَعلوم.
در ازدواج موقت:
بِسْمِ اللهِ الرَّحْمٰنِ الرَّحِیمِ أنکَحتُ و زَوَّجتُ مُوکِّلَتی…… بِمُوکِّلی…… فِی الْمُدَّةِ الْمَعلومَةِ…… عَلَی الْمَهرِ الْمَعلومِ…… قَبِلْتُ النِّکاحَ و التَّزْوِیجَ والزَّواجَ لِموکِّلَتی و لِمُوَکِّلِی فِی الْمُدَّةِ الْمَعلومَةِ عَلَی الْمَهْرِ الْمَعلوم.
در پایان، صلوات بر محمد و آل محمد فرستاده شده و معمولاً دعا و نیایشی خوانده می‌شود.

## خطبهٔ نامدار به عقد آریایی
عقد، پیمان یا پیوند آریایی، خطبه‌ای نوپدید در ایران است که در آغاز، سوگندنامه سپس شعر پیمان زندگی سرودهٔ فریدون مشیری از دفتر شعر نوایی هم‌آهنگ باران (منتشره در ۱۳۸۴) و در واپسین بخش، یک نیایش خوانده می‌شود:

### سوگندنامه

#### سوگند نخست داماد
- پیمان‌بان (عاقد): در نزدِ انجمن (آوردن نام داماد) آیا به طراوتِ بهاران، سوگند یاد می‌کنی تا هماره آنچه بر خود روا می‌داری بر همسرِ خویش روا داری و آنچه بر خود نمی‌پسندی بر او نیز نپسندی؟ برای او شویی پایبند و برای فرزندانت پدری خردمند و راهگشا باشی؟
  - داماد: سوگند یاد می‌کنم.

#### سوگند نخست عروس
- پیمان‌بان: در نزدِ انجمن (آوردن نام عروس) آیا به سرسبزی و باروریِ تابستان سوگند یاد می‌کنی تا با همسرِ خویش، مهربان و همدل باشی و گرامی‌داشتِ او را همواره به جای آوری؟ نیازِ او را نیازِ خود بدانی و در بی‌نیازی و بی‌آزی، همساز و همگامِ وی باشی؟
  - پَیوگ (عروس): سوگند یاد می‌کنم.

#### سوگند دوم داماد
- پیمان‌بان: در نزد انجمن (آوردن نام داماد) آیا به رنگارنگیِ پاییز سوگند یاد می‌کنی تا هَماره پشتیبان و یاورِ وی باشی در شادی و اندوه، دارا و نداری، تندرستی و بیماری؟ و جایگاهِ بانوی خویش را در تنهایی و در میانِ انجمن چون گوهری یگانه پاس بداری؟
  - داماد: سوگند یاد می‌کنم.

#### سوگند دوم عروس
- پیمان‌بان: در نزدِ انجمن (آوردن نام عروس) آیا به سپیدی و پاکیِ زمستان سوگند یاد می‌کنی که همواره آتشدانِ گرمی‌بخشِ بختتان را روشن و پرفروغ نگه داری و برای او همسری پایبند و برای فرزندانت مادری دلسوز و مهربان باشی؟ به خانه‌ات شادی و گرمی بخشیده و هر آنچه را در توان داری در آذین‌بندی و پاکیِ آن به کار بگیری؟
  - عروس: سوگند یاد می‌کنم.

### چَکامهٔ «پیمان زندگی» ازفریدون مشیری
این شعر از سوی داماد و عروس و گواهان (شاهدان) خوانده می‌شود:
- مرد:

به نامِ نامیِ یزدان
تو را من برگزیدم از میانِ این همه خوبان
میانِ این گواهان بر لب آرم این سخن با تو
برای زیستن با تو
وفادارِ تو خواهم بود در هر لحظه، در هر جا
پذیرا می‌شوی آیا؟

تو با من این‌چنین هستی که من با تو؟
- زن:

به نامِ نامیِ یزدان
پذیرا می‌شوم مِهرِ تو را از جان
هم‌اکنون بازمی‌گویم میانِ انجمن با تو
وفادارِ تو خواهم بود، در هر لحظه، در هر جا، برای زیستن با تو

تو هم با من چنان با مِهر پیمان کن که من با تو!
- مرد و زن با هم:

تو چون هم‌آشیان خواهی شدن با من
تمامِ عمر خواهم بود یک جان در دو تَن با تو
بهشتِ عشق سازم خانه را

سرشار از لبخند و مهر و نور و عطر و یاسمن با تو
- گواهان همه با هم:

همایون باد این پیمان
همایون باد این پیوند
همایون باد این پیوندِ وَرجاوَند
گرامی باد این سوگند
شکوفا باد بر لب‌هایتان همواره این لبخند

همایون باد!
پس از پایان شعرخوانی، پیمان‌بان می‌گوید: «شادباشِ ما و انجمن را پذیرا باشید.»

### نیایش
سرانجام، پیمان‌بان این نیایش را می‌خواند:
به نامِ دادارِ نیک‌اندیش
پروردگارِ دانا و توانا، ای یزدانِ پاک، ای دگرگون‌سازِ دل‌ها و روشنی‌بخشِ چشم‌ها، ای به آیینْ گردانندهٔ شبان و روزان، ای سامان‌بخشِ نابسامانی‌ها و ای زدایندهٔ پریشانی‌ها، ای هستی‌ده و هستی‌بخش.
تو را سپاس می‌گوییم که به این دو یارِ مهربان، مِهرِ خویش ارزانی داشتی تا زندگیشان را با پیوندِ دست‌ها و دل‌هایشان بیاغازند.
ای آگاه‌ترینِ آگاهان! سختی‌ها، ناپاکی‌ها، ستیزها، رنج‌ها و شکنج‌های زمانه را از ایشان دور ساز و دروازه‌های نیکی و خوشبختی و به‌زیستی را به رویشان بُگشای. هر روزشان را، چون امروز، گرم و درخشان و شادمان ساز، خوانِ زندگیشان را همواره گسترده و خجسته بدار. به آنان فرزندانی ببخش تا با نیکی در پندار و گفتار و کردار در بهبودِ خانواده و جهانِ خویش کوشا باشند. دلدادگی و مِهرِ این خانواده را به استواریِ دماوند، به نرمیِ گل‌ها و روشناییِ خورشید، به آب ناب دریاها، به تازگیِ باران، به نرم‌بادِ بهاری، به سرسبزیِ جهان، همواره استوار و پایدار بدار.
پروردگارا! جامِ دلدادگی، ارجمندی، دوستی، گذشت، پیروی، همدردی، همراهی، همسازی و مهرورزی را میانِ این دو یار نشکن و آن را همواره لبریز و جاوید نگه دار.
پروردگارا! هر روزشان را روزی نو و شب‌هایشان را پُرستاره و چون مهتابِ پاییزی درخشان ساز. برآمدنِ هر بامدادِ زرینت را به نگاهِ پُرمهرشان ببخش تا با دلدادگیِ خویش، گرمابخشِ هستیِ یکدیگر باشند. سال‌های زیستنشان را پایدار و پایبندی به همسر را در نهادشان جاویدان بدار.
پروردگارا! بختشان را بلندای آبی‌رنگِ آسمان، ارجمندیشان را شکوهِ ستیغ‌های بی‌راهِ البرز، آرامششان را به نرمیِ گندمزارهای دشتِ مغان و مِهرشان به یکدیگر را به ژرفای شاخآبِ پارس همانند گردان تا در پروازِ زندگی، همبالِ یکدیگر و چون تیزپروازانِ زاگرس، پشتیبان و یک‌دل باشند و آشیانِ خویش را از دسترسِ بدخواهان دور نگه دارند.
پروردگارا! چونان فرمای تا آلاله‌های خودروی دشت‌های دور در هنگامهٔ دست‌افشانی با نرم‌بادِ بهاران، داستان‌سرای مِهرشان باشند و گل‌های کوهیِ روییده در کنارِ سنگ‌های تَفته از آفتاب در چشم‌اندازِ جویبارهای گوارا و لغزنده، یادآورِ پیمان و پایبندیشان به یکدیگر گردند.
پروردگارا! کین، ناسازگاری، دروغ و کج‌اندیشیِ اهریمنی را از نهادشان دور ساز و چراغدانِ مهر و راستی، همدلی و خرّمیِ اهورایی را در دل‌هایشان بیفروز. باشد که، چون نیاکانِ مهرآیینِ خویش، ستایشگرِ تو باشند و نیکی‌ها، سپیدی‌ها، پاکی‌ها و زیبایی‌هایت را هماره به یاد سپارند.